# Ritwik Ghatak
Ritwik Ghatak (en bengali: ঋত্বিক ঘটক, Rittik Ghotok), né le 4 novembre 1925 à Dhaka, dans l'Est Bengale (Bangladesh actuel) et mort le 6 février 1976 à Calcutta (Inde), est un réalisateur, scénariste, critique de cinéma, acteur, dramaturge et écrivain bengali. Contemporain de Mrinal Sen et Satyajit Ray, s'il est certainement moins connu qu'eux en Occident, il demeure leur égal du point de vue artistique.

## Biographie
Issu de l'aristocratie du Bengale Oriental, Ghatak est obligé de subir l'exode vers Calcutta avec sa famille, à la Partition de 1947. Cet exil forcé marquera son œuvre profondément, matérialisé par la figure du fleuve Padma (le nom du Gange au Bengale oriental). Après des études à l'université de Calcutta, Ritwik Ghatak fait du journalisme puis du théâtre avec l'Indian's People Theatre Association. Il traduit l'œuvre de Bertolt Brecht en bengali. De cette époque, date également son adhésion aux idées communistes. Après avoir été l'assistant de Manoj Bhattacharya, il devient metteur en scène de cinéma.
Malgré sa volonté de « toucher le plus de gens possible », son idéalisme, son refus des compromis et son utilisation particulière des outils cinématographiques, ne lui amèneront pas le succès. Même en Occident, sa mise en scène, d'une culture indienne « pure », demeurera hermétique au public. Il mourra dans la plus grande pauvreté, alcoolique et tuberculeux.
Toutefois, ses films font encore l'objet d'un culte de la part de nombreux jeunes cinéastes indiens. N'oublions pas non plus que Ritwik Ghatak fut, en 1966-67, directeur du Film and Television Institute of India et qu'il dispensa un enseignement fort peu conformiste, dont restèrent marqués certains de ses élèves, tels Mani Kaul et Kumar Shahani.

## Filmographie

### Longs métrages
- 1951 : Bedani
- 1952 : Le Citoyen (Nagarik)
- 1958 : L'Homme-auto (Ajantrik)
- 1959 : Le Fugitif (Bari Theke Paliye)
- 1959 : Kato Ajanare
- 1960 : L'Étoile cachée (Meghe Dhaka Tara)
- 1961 : Mi bémol (Komal Gandhar)
- 1962 : La Rivière Subarnarekha (Subarnarekha)
- 1973 : Une rivière nommée Titas (Titas Ekti Nadir Naam)
- 1974 : Raison, discussions et un conte (Jukti, Takko ar Gappo)

### Courts métrages et documentaires
- 1955 : The Life of the Adivasis
- 1955 : Places of Historic Interest in Bihar
- 1962 : Scissors
- 1965 : Fear
- 1965 : Rendezvous
- 1965 : Civil Defence
- 1967 : Scientists of Tomorrow
- 1970 : Yeh Kyon (Why / The Question)

## Pièces de théâtre
- Kalo Sayor (1947–48)
- Dolil (1952)
- Kato Dhane Kato Chaal (1952)
- Ispaat (1954–55)
- Jalonto
- Jwala
- Dhenki Swarge geleo Dhan bhane
- Netajike nie
- Sanko
- Sei Meye

## Publications

### Livres
- Ritwik Ghatak stories  (ISBN 81-87075-55-4)
- Galileo Charit (traduction en bengali de La Vie de Galilée de Bertolt Brecht)
- Chalachitra, Manush Ebong Aro Kichu Dey's publishers  (ISBN 81-295-0397-2)
- Cinema and I, Ritwik Memorial Trust, Calcutta
- On the cultural "Front", Ritwik Memorial Trust
- Rows and Rows of Fences: Ritwik Ghatak on Cinema, Seagull Books Pvt. Ltd, Kolkata  (ISBN 978-81-7046-178-4)

### Nouvelles
- Akashgangar srot dhore
- Ezahar
- Shikha
- Ecstasy
- Rupkotha
- Raja
- Parashpathar
- Bhuswarga Achanchal
- Sphotik Patro
- Chokh
- Comrade
- Sarak
- Prem
- Jhankar
- Mar